# ديد أور ألايف 6
ديد أور آلايف 6 (بالإنجليزية:Dead or Alive 6)، هي لعبة فيديو من نوع قتال، من تطوير تيم نينجا، ونشر كوي تيكمو، صدرت عالمياً بتاريخ 1 مارس 2019 على منصات بلاي ستيشن 4، إكس بوكس ون، ومايكروسوفت ويندوز، وعلى صالة الآركيد حصريا في اليابان في 18 يوليو من نفس العام.

## القصة
بعد أحداث الجزء السابق، كاسمي، إحدى بطلات السلسلة، والزعيمة المحتملة لعشيرة النينجا المعروفة بإسم موغين تينشين، والتي تخلت عن عشيرتها وأصبحت "نينجا هاربة"، وتعيش سرًا كمتنسكة في قرية جبلية، بينما لا تزال هيلينا دوغلاس، تدير شركة دواتيك التي تم إصلاحها. اكتشفت منظمة الدواتيك وعشيرة موغين تينشين أن الشركة المسماة بميست، التي يديرها فيكتور دونوفان (الرئيس السابق لمنظمة الدواتيك)، تسعى وراء المشاركة الخامسة في تصفيات البطولة، هونوكا، نظرًا لامتلاكها توقيع قوة غامض، مما جعلهم يراقبونها بطرق مختلفة. أثناء الاستعدادات لبطولة ميت أو حي السادسة، أمرت هيلينا جناحها السويدي، ماري روز، بحراسة هونوكا بينما يقوم زاك بتجنيد المقاتلين الجدد والعائدين. بينما يناقش هايتي وهيلينا الأحداث السابقة، يتعرف هاياتي على ريغ من صور منصة النفط قبل تدميرها. في رغبة منه في العثور عليه، تخبر هيلينا هايتي بمكان وجوده، حيث كانت في مدينة نيويورك مع باس أرمسترونج. أثناء اللقاء، لا يعرف هاياتي ريغ أو يتذكر مشاركته في الأحداث داخل هذه المنظمة. غير متأكدين مما إذا كان هو نفس الشخص، قرر هاياتي وأياني، مراقبة ريغ. يرافق ريو هايابوسا للتعامل مع نفس المنظمة بعد أن اقترب منها مستنسخها المسمى المرحلة 4، وتعرضت لكمين من قبل 3 مستنسخات أخرى، تمكن الاثنان من صدها. يشكل كل من باس وابنته تينا أرمسترونغ فريق المصارعة الخاص بهما والمسمى ماسكل (Muscle)، والذي يعني فريق العضلات، حيث أعلنت هيلينا أن منظمة الدواتيك هي الراعي لهم وتعيين ريغ لرعايتهم. في وقت ما، قام دونوفان بتجنيد عالمة فنلندية تدعى نيكو، لتحل محل ليزا هاملتون في مشروع ميست لإحياء الحياة، معتقدة أن لديها ما يكفي من الذكاء والبراعة القتالية لتشكل تهديدًا للنينجا، على الرغم من أنها تخطط أيضًا لاستخدام المشروع لإحياء والدها. ، ويعمل أيضًا على تطوير نموذج أولي لنسخة روبوتية للنينجا المتوفى رايدو برفقة كريستي. طلبت نيكو من كوكورو أن تسدد لوالدتها، مياكو، مقابل حصولها على وظيفة في ميست. أصيبت كوكورو بالاكتئاب بعد أن غادرت والدتها فجأة دون أن تنبس ببنت شفة، مع تعاطف نيكو مع هجرها حيث تخلت عنها والدتها أيضًا، لكن هذا يثير غضب كوكورو والقتال. تتفوق عليها كوكورو، لكن نيكو أعطت لها صورتها وهيلينا عندما كانا طفلين مع والدهما السيد دوغلاس، مما دفع كوكورو إلى سؤال هيلينا لاحقًا عما تعنيه الصورة، حيث كشفت هيلينا على مضض أن الاثنين أختان غير شقيقتين تشتركان في نفس الأب. صدمت كوكورو من الوحي، وطالبت بمعرفة الأمر من والدتها لكن هيلينا تحاول منعها. بعد أن تغلبت عليها كوكورو، تتوسل إليها هيلينا وهي تبكي ألا تغادر، لأن كوكورو هي العائلة الوحيدة التي تركتها ويجب عليها حمايتها، وإقناعها في النهاية. تمكن "زاك" من جعل "كوكورو" تصالح "هيلينا"، وتقدم لها دعوة للمشاركة في البطولة. تلتقي هيلينا لاحقًا بليزا، التي نجت من تدمير المختبر، حيث تناقشتا المعلومات التي تم جمعها أثناء تسلل هذه الأخيرة إلى شركة ميست. بعد ذلك، بينما تتساءل ليزا المعنية عما حدث للمرحلة الرابعة التي هاجمت دورية بايمان العسكرية خلال الأحداث السابقة، اقتربت منها نيكو، وكشفت أنها بديلة لها، وحذرتها من إعادة التفكير في العمل تحت قيادة دونوفان، لكن نيكو رفضت، وظهرت. ليكون على علم بالفعل من هو. خلال البطولة، أبلغت أياني هاياتي بأن هونوكا تتمتع بقدرات مماثلة لرايدو، حيث قرر هاياتي احتجازها. بينما كان ريغ وسط الهتاف بين الحشد، أمر دونوفان نيكو وكريستي بتنشيط شخصية ريغ (دونوفان الإبن) عن طريق زرع الجهاز المنوم عليه، وغسل دماغه لخدمة ميست، وكشف أنه تم غسل دماغه دون قصد لخدمتهم أثناء الأحداث السابقة. في مختبر ميست، يتملق دونوفان كبسولة تحتوي على شخصية أنثوية غامضة بينما يراقب نيكو باشمئزاز. هاياتي، غافل لحالة غسيل دماغ ريغ، وهذا الأخير الذي يناديه يصادفه بعد ذلك بإبسيلون ويرسل النموذج الأولي لروبوت رايدو للتعامل معه. تمكن هاياتي من هزيمة النموذج الأولي لكن جهاز الدماغ المغسول ينزلق بعيدًا وينشط دعامة إيبسيلون التي تجمد جسد هاياتي. في وقت لاحق، اكتشف جان لي، الذي فاز بالبطولة السابقة، ريغ، الذي خسر أمامه في قتال خلال مواجهتهما السابقة، ويعتقد أنه يستطيع تحديه مرة أخرى. يهزم جان لي ريغ، الذي يبدو عصبيًا بشكل غريب ويغادر مدعيًا أنه يفتقر إلى ذاكرة لقاءهما السابق، الأمر الذي يربك لي. بعد أن تم استهداف ريغ في وقت سابق من قبل هاياتي ثم من قبل بايمان، أصبح باس قلقًا بشأن وضع صديقه المفضل واختفاءه المفاجئ. وصل كل من جان لي مع الوافد المكسيكي الأمريكي الجديد، دييغو، إلى الجولة الأخيرة من البطولة مع خروج جان لي منتصرًا مرة أخرى. ومع ذلك، ينهض دييغو ويرفض الاستسلام ويهزم جان لي في مباراة العودة غير الرسمية. في هذه الأثناء، تقوم ليزا بإعداد نموذج أولي لدعامة مضادة للإبسيلون التي تمنع تجميد جسد هاياتي. يحاول "إين" (هاياتي الأول، الذي ظهر في ديد أور ألايف 2) احتجاز "هونوكا"، لكنه إضطر إلى صد "ماري روز". تفوق إين في النهاية على الخادم، لكن الإلهاء سمح لكريستي باختطاف هونوكا. في مختبر ميست، فقدت هونوكا وعيها وتم استخدامها كموضوع لإحياء رايدو، وكشف أن الأولى هي الابنة البيولوجية للأخير. نظرًا لأن طاقة هونوكا ليست كافية للإحياء، ومعرفة أن آياني هي أيضًا من نسل رايدو، ترسل كريستي إشارة من هاتف هونوكا الخلوي إلى ماري، في محاولة لجذب آياني إلى المنشأة. عند وصولهما، تواجه أياني وماري روز، نيكو، التي أوقفتها الأولى للسماح للثانية بالعثور على هونوكا. على الرغم من هزيمة الأولى نيكو في المعركة، إلا أن الأخيرة تكشف بعد ذلك عن علاقة أياني بهونوكا حيث كونهما أختين غير شقيقتين، مما صدم الثانية. قامت نيكو بعد ذلك بإخضاعها بقفازاتها الكهربائية، وليس قبل أن ترسل أياني فراشتين كإشارات للمساعدة. أثناء قتال جهاز غسيل الدماغ، يتلقى هاياتي الفراشة، مما دفعه إلى التخلي عن القتال. يحصل كل من ريو هايابوسا وكاسومي على الفراشة الأخرى أثناء قتالهما مع كريستي والنموذج الأولي لرايدو. بعد ذلك، يصل بايمان إلى المنشأة، وينقذ ماري من كريستي، التي احتجزتها تحت تهديد السلاح. نجحت طاقات هونوكا وأياني في إحياء والدهما رايدو، الذي يعتبرهن بناته الغير شرعيتان، والذي ظهر كسايبورغ قوي لا يموت. عندما يتسلل كل من هاياتي وكاسومي إلى المنشأة، يصادفون نيكو في محاولة للتخلص من كل من أياني و هونوكا اللاواعيين. تجبر كاسومي على محاربة نيكو وغسل دماغ أياني بينما يُجبر هاياتي على متابعة المرحلة الرابعة من اختطاف هونوكا. عندما يتم إنقاذ أياني وهونوكا، تُترك الأخيرة مع ماري روز في رعاية بايامان بينما يغادر كل من هاياتي وكاسومي وأياني لتعقب جسد رايدو الذي تم إحيائه من جديد. بفضل جهودهم المشتركة، قتل الأشقاء الثلاثة رايدو مرة واحدة وإلى الأبد، ولم يتركوا أي أثر له وراءهم. عند وصول "هيلينا" و"هايابوسا" إلى المنشأة، تتساءل "هيلينا" عن مكان وجود "مياكو" لـ "نيكو"، التي تكشف عن مشروع إحياء الحياة وأن والدتها "ماريا" استفادت منه. لا توافق هيلينا على ذلك، قائلة إنه يتعين على المرء التغلب على حزنه والمضي قدمًا، الأمر الذي أدى إلى إنكار نيكو والهروب من هيلينا بينما كانت شخصية مجهولة تنظر إليهما عن غير قصد من مسافة بعيدة.

## إيجابيات وسلبيات
إن اللعبة تحتوي على بعض الخاصيات، منها إيجابية ومنها سلبية ونذكر منها:

### إيجابيات
- الإحتواء على واحد من أفضل أطوار التدريب في ألعاب القتال. حيث تدربك اللعبة على إستراتجيات الهجوم والدفاع وأبرز الضربات الفعالة خطوة بخطوة وبالحركة البطيئة حتى تتمكن من التعرف على حركات الخصم والتوقيت المناسب للرد عليه.
- محتوى فردي متنوع مثل طور القصة التي يعرفك على مسار عدة شخصيات، طور DoA Quest التي يقدم لك مجموعة من المباريات الإضافية وكل منها يحمل 3 تحديات كإنهاء القتال بأقل من دقيقة والقيام بحركات معينة تشكل ضرر متواصل يصل لأربعين أو أكثر. بالإضافة لطور الأركيد التقليدي الذي يحمل سلسلة من المباريات المتواصلة وأخيراً طور النجاة يقدم لك قتال بعد آخر بدون أي توقف حتى تٌهزم.
- لازالت اللعبة تحتفظ بنفس الشخصيات من الأجزاء الماضية بالإضافة لشخصيتين جدد، والمميز فيهم جميعاً تنوع أساليب قتالهم كالمصارعة الغربية وفنون الدفاع القتالية.
- مؤثرات بصرية رائعة على الشخصيات خاصة مع مرور الوقت في القتال تتمزق ملابسهم، تسقط الإكسسوارات كالنظارات ويصبح العرق أكثر وضوحاً كلما تعبت وتضررت الشخصية. تتفاعل البيئة معك في حال قمت بضربة قاضية في مكان معينة قد تنتقل لجزء آخر من الحلبة أو تظهر دبابة أو أخطبوط ليمسك خصمك.

### سلبيات
- جميعنا نعلم ان جوهر ألعاب القتال هو اللعب الجماعي والتنافسي ولكنه للأسف حالياً محدود ومقتصر على اللعب المحلي لاعب ضد لاعب ومباريات التصنيف عبر الشبكة. لا يمكنك اللعب ضد صديقك عبر الشبكة ولا يمكنك لعب مباريات ودية عبر الشبكة.
- تصميم واجهة القصة سيئ جداً وغير واضح مما يجعل من عملية التنقل بين الفصول والشخصيات أمراً صعباً. كما ان مواجهات القصة سهلة بلا أي تحدي ولا يمكنك اختيار صعوبتها من الإعدادات فهي ثابتة وموحدة للجميع.
- أداء غير ثابت للرسوم ومتفاوت بين الشخصيات، بعضها متقن بينما الآخر أقل من المستوى. كما ان رسوم البيئات مبهمة وبلا تفاصيل وكأنها لعبة من الجيل الماضي. بإمكانك تغيير الإعدادات للتركيز على جودة الرسوم أو عدد الإطارات لكنه لا يشكل أي فرق شاسع.
- أداء التمثيل الصوتي باللغة الإنجليزية رخيص ولا يعكس الشخصيات بالشكل المطلوب كما انه لا يتوافق مع حركة شفاه الفهم في لحظات كثيرة.
- نظام جمع نقاط الملابس عشوائي، للحصول على النقاط عليك إكمال مجموعة من التحديات في DoA Quests ولكنها ستحتسب لشخصية معينة بشكل عشوائي. فلا يمكنك جمع النقاط لشخصيتك الرئيسية لإختيار لبسك المفضل مما يجبرك على اللعب المتواصل لإختبار حظك.
- طور التعديل للشخصيات محدود ومقتصر فقط على اختيار الإكسسوارت وألوان الملابس. كما انه يصعب عدم ملاحظة استمرار السلسلة في دعم الرسوم والملابس الغير لائقة والمسيئة للإناث خاصة.